# Edward Bruce
Edward Bruce (Gaélico medieval: Edubard a Briuis; Gaélico escocés moderno: Eideard Bruis/Iomhair Bruis), (c. 1280-14 de octubre de 1318) fue hermano de Roberto I de Escocia. Apoyó a su hermano en su lucha por gobernar el Reino de Escocia. Se convirtió después en el último Gran rey de Irlanda, pero finalmente fue derrotado y muerto en batalla. Ostentó también el título escocés de Conde de Carrick.

## Primeros años
Edward fue uno de los cinco hijos varones de Robert de Brus y Marjorie, Condesa de Carrick, pero el orden en que nacieron es incierto. Su fecha de nacimiento es desconocida, pero probablemente no fue mucho después del nacimiento de su hermano Robert en 1274, ya que en 1307 ya era lo suficientemente adulto como para luchar en el ejército y comandar su propio pelotón no mucho después. Sean Duffy, especialista en historia medieval de Irlanda, sugiere que posiblemente fue enviado a Irlanda cuando era un niño, ya que era una práctica muy habitual en la cultura gaélica la de enviar a los hijos a ser educados por otras familias. Esta experiencia posiblemente influyera en su trayectoria futura.
Edward peleó codo a codo con Robert durante su lucha por el trono de Escocia. Los tres hermanos menores de la familia Bruce, Niall, Thomas y Alexander murieron durante este período, después de haber sido capturados por los ingleses, pero Edward sobrevivió. Cumplió un importante rol capturando y demoliendo fortalezas inglesas en el sudoeste de Escocia. Fue él quien hizo un pacto con el gobernador inglés del Castillo de Stirling, que condujo a los ingleses a formar un fuerte ejército para liberar el castillo. Esta contraofensiva fue la causa de la Batalla de Bannockburn, entre el 23 y el 24 de junio de 1314, en la que Edward comandó un schiltron escocés .
En algún momento entre 1309 y 1313, Edward fue nombrado Conde de Carrick, un título anteriormente en manos de su abuelo materno Niall de Carrick, su madre y su hermano mayor.

## Guerras de Irlanda

### La campaña de 1315
En 1315, Escocia se hallaba en plena guerra de independencia con Inglaterra. Los avances ingleses habían colocado a los escoceses en una posición difícil, al conseguir reconquistar la isla de Man y abrir una puerta de entrada a Escocia desde el suroeste.
Ante esta situación, y aprovechando el requerimiento de Domnhall Mac Brian O'Neill, rey de Tyrone, Robert Bruce envió un contingente a Irlanda encabezado por Edward para tratar de abrir un segundo frente y debilitar la presión inglesa sobre Escocia.
Edward desembarcó en Larne el 26 de mayo de 1315, donde fue recibido por numerosos nobles irlandeses del Ulster que le aclamaron como rey y le juraron fidelidad. Durante el verano de ese año, las tropas de los escoceses y sus aliados irlandeses marcharon hacia el sur, derrotando a los ingleses y angloirlandeses en varias batallas, aunque nunca fueron capaces de amenazar realmente la posición inglesa en el sur de la isla. En noviembre de ese año, derrotó a un ejército inglés comandado por Roger Mortimer, conde de March, en la batalla de Kells, tras lo que se retiró a sus cuarteles de invierno.

### 1316-1317. Hambruna
Los dos años siguientes estuvieron marcados por un equilibrio de fuerzas. Aunque los éxitos militares de Edward Bruce prosiguieron, los angloirlandeses no cedían terreno. Para complicar aún más la situación, 1316 y 1317 fueron años de una climatología terriblemente adversa, lo que, junto a la situación de guerra, acabó extendiendo la plaga y la hambruna entre la población civil. Por otra parte, las acciones de Edward Bruce estuvieron marcadas por una contundencia notable, atacando y saqueando las posesiones de aquellos que no eran aliados suyos, lo que acabó por crear una hostilidad general hacia él entre los irlandeses.
En 1317, los nobles irlandeses aliados de Bruce enviaron una misiva al papa Juan XXII en la que pedían la revocación de la bula Laudabiliter y renovaban su adhesión y apoyo a Edward Bruce como rey de Irlanda, aunque sin resultados.

### 1318 y la batalla de Faughart
Tras dos años de guerra, hambre y enfermedad, los dos ejércitos se hallaban muy castigados. El 14 de octubre de 1318, John de Bermingham, al frente de un ejército de más de 20.000 hombres presentó batalla a Edward Bruce en Faughart, cerca de Dundalk. Los relatos de la época hablan de una actuación temeraria de Bruce, que se le enfrentó con poco más de 2.000, lo que resultó en la total derrota y muerte del escocés, poniendo fin de este modo a la guerra.

## Familia
Edward estuvo probablemente casado con Isabel de Strathbogie, hija del conde de Atholl, de la que tuvo un hijo, Alexander de Brus, que heredaría los títulos de su padre. Tras la muerte de Isabel, se pensó en un matrimonio con Isabelle de Ross, pero no hay evidencia de que este matrimonio llegara a producirse, ya que Edward se encontraba luchando en Irlanda en esta época.